# Macrodactylus costulatus
Macrodactylus costulatus är en skalbaggsart som beskrevs av Bates 1887. Macrodactylus costulatus ingår i släktet Macrodactylus och familjen Melolonthidae. Utöver nominatformen finns också underarten M. c. rufipennis.